# Wingen-sur-Moder
Wingen-sur-Moder är en kommun i departementet Bas-Rhin i regionen Grand Est (tidigare regionen Alsace) i nordöstra Frankrike. Kommunen ligger i kantonen La Petite-Pierre som tillhör arrondissementet Saverne. År 2022 hade Wingen-sur-Moder 1 572 invånare.

## Befolkningsutveckling
Antalet invånare i kommunen Wingen-sur-Moder
| Referens: INSEE |